# Lijst van burgemeesters van Zweeloo
Dit is een lijst van burgemeesters van de voormalige Nederlandse gemeente Zweeloo in de provincie Drenthe. 

In 1998 werd Zweeloo opgenomen in de gemeente Coevorden.
| Ambtsperiode | Naam burgemeester                                      | Partij of stroming | Bijzonderheden                                             |
| ------------ | ------------------------------------------------------ | ------------------ | ---------------------------------------------------------- |
| 1811 - 1850  | Lodewijk Abrahamy                                      |                    | tot 1819 ook burgemeester van Sleen                        |
| 1850 - 1889  | mr. Johannes Petrus Willinge                           |                    | ook burgemeester van Oosterhesselen                        |
| 1890 - 1891  | jhr. Ferdinand Folef Frederik Zeger van Asch van Wijck |                    | werd burgemeester van Oldebroek                            |
| 1891 - 1895  | Johannes Tonckens                                      |                    |                                                            |
| 1896 - 1909  | Jan Hendrik Herman Römelingh                           |                    |                                                            |
| 1909 - 1914  | jhr. Willem Regnerus Livius van Andringa de Kempenaer  |                    |                                                            |
| 1914 - 1920  | Jean Jacques Engelenburg                               |                    |                                                            |
| 1920 - 1932  | Jan Hendrik Herman Römelingh                           |                    |                                                            |
| 1932 - 1935  | Johannes Tonckens                                      |                    | werd burgemeester van Norg                                 |
| 1935 - 1946  | Antonie Kleijn                                         |                    |                                                            |
| 1945         | Joost Reinier van der Bent                             | NSB                | was eerder burgemeester van Zuidzande                      |
| 1946         | S.J. van Royen                                         |                    | waarnemend, tevens burgemeester van Sleen                  |
| 1946 - 1949  | jhr.mr. Antoine Feith                                  |                    |                                                            |
| 1949 - 1980  | Hugo Greebe                                            | PvdA               |                                                            |
| 1980         | Johannes Siderius                                      | PvdA               | waarnemend burgemeester; tevens burgemeester van Sleen     |
| 1980 - 1990  | Jan Jonkers                                            | PvdA               | werd burgemeester van Appingedam                           |
| 1990         | Wim Vuursteen                                          | VVD                | waarnemend burgemeester; tevens burgemeester van Zuidwolde |
| 1990 - 1996  | Lambertus G. Hinnen                                    | PvdA               |                                                            |
| 1996 - 1998  | Eint Beekman Ockels                                    | VVD                | waarnemend                                                 |